# Gotlands sinfonietta
Gotlands sinfonietta är en orkester bestående av både professionella musiker och amatörmusiker. Blåssektionen består av anställda musiker från Gotlandsmusiken, medan stråksektionen består av musiklärare, amatörmusiker och musikelever.
Gotlandsmusiken håller i verksamheten som också stöds av bland annat Musikaliska sällskapet, Kulturskolan, Högskolan på Gotland och Gotlands tonsättarskola. 
Mattias Svensson Sandell, svensk tonsättare samt utbildningsledare och teoripedagog för Gotlands Tonsättarskola, var dirigent från starten 2006 fram till 2012, då Marie Svensson Sandell blev orkesterns nya dirigent.
Orkestern har bland annat gästats av pianisten Carl Orrje, en flitigt anlitat ackompanjatör åt bland andra  Hayati Kafé och den svenske mästercellisten Chrichan Larson, som har ett förflutet i franska Ensemble Intercontemporain (som skapades av Pierre Boulez).